# Géographie cordiale de l'Europe
Géographie cordiale de l'Europe est un récit et un essai de Georges Duhamel publié au Mercure de France en 1931. Il est dédié à Luc Durtain, médecin et ami de l'auteur.

## Résumé
Faisant d'une certaine manière suite au récit Scènes de la vie future paru l'année précédente, et sur lequel il revient longuement en introduction, Georges Duhamel présente sa vision historique de l'Europe au surlendemain de la Première Guerre mondiale. Il utilise pour cela le récit de trois de ses voyages effectués dans les années précédentes aux Pays-Bas, en Grèce, et en Finlande en Mer Baltique, qui constituent autant de chapitres de ce livre. 
L'auteur, qui fréquemment au cours de ses récits ou de ses essais tente de définir les caractères universels de la civilisation, choisit dans cet opus — publié immédiatement après la controverse du précédent dans lequel il jugeait durement les États-Unis et leur machinisme effréné — de présenter trois pays qui chacun à leur manière apportent à sa démonstration : sa chère Hollande est présentée sous l'angle d'un pays ordonné, propre, et tolérant ayant conquis par la force du génie de ses habitants son espace vital sur les eaux maritimes ; la Grèce vieille patrie universelle est décrite comme un pays oriental qui en 1931 est sorti très affaibli des conséquences des Guerres balkaniques et qui cherche un moyen de se refaire une place et une identité dans le monde occidental dominant ; enfin la Finlande, qui à peine émancipée d'un siècle de protectorat russe, frappe Duhamel par son héritage suédois vivace tant dans le bilinguisme finno-suédois qu'à travers la parité homme/femme de son parlement national obtenue dès les années 1920, son industrie de la pâte à papier et sa vie littéraire.

## Éditions
- Géographie cordiale de l'Europe, Mercure de France, Paris, 1931 (rééd. 1951 et 1961).
- (de) Europäische Herzensgeographie, trad. Walter Rhode, Schwarzwald Verlag, Freudenstadt, 1948.